# 博讷伊
博讷伊（法語：Bonneuil，法語發音：[bɔnœj]）是法国夏朗德省的一个市镇，属于干邑区。

## 地理
博讷伊（45°34'34"N, 0°8'25"W）面积13.58 平方千米，位于法国新阿基坦大区夏朗德省，该省份为法国西部内陆省份，北起德塞夫勒省和维埃纳省，东临上维埃纳省，东南至多尔多涅省，南至多爾多涅省，西接滨海夏朗德省。
与博讷伊接壤的市镇（或旧市镇、城区）包括：布特维尔、圣普勒伊、利涅尔-昂布勒维尔、贝勒维涅。

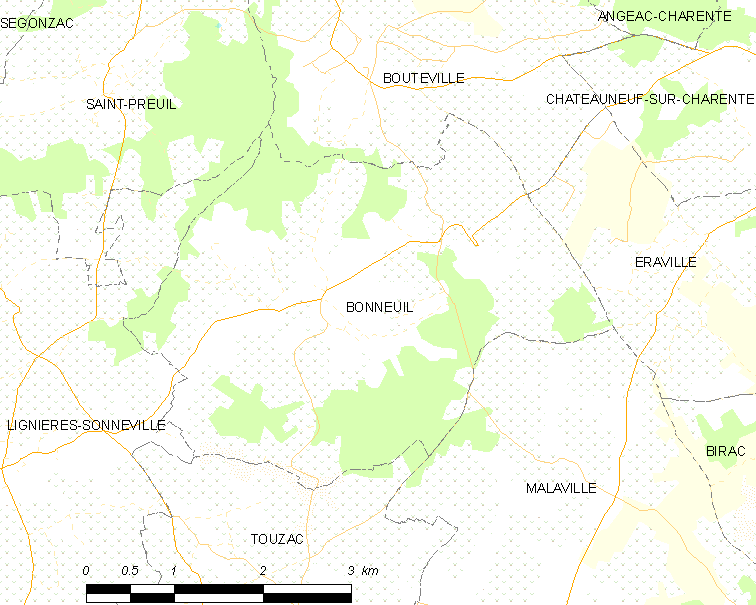
博讷伊的OSM定位图

博讷伊的时区为UTC+01:00、UTC+02:00（夏令时）。

## 行政
博讷伊的邮政编码为16120，INSEE市镇编码为16050。

## 政治
博讷伊所属的省级选区为夏朗德-香槟县。

## 人口

1962-2008年间博讷伊人口变化图示

博讷伊于2022年1月1日时的人口数量为248人。